# Lliga neerlandesa de futbol 1918-19
La Lliga neerlandesa de futbol 1918–1919 va ser disputada per 52 equips que participaven en cinc divisions. El campió nacional seria determinat per un play-off amb els guanyadors de les divisions de futbol de l'est, el nord, el sud i les dues de l'oest dels Països Baixos. L'AFC Ajax va guanyar el campionat en vèncer el Go Ahead, l'AFC, el Be Quick 1887 i el NAC Breda.

## Nous equips
Eerste Klasse Est:
- Ascens a 2a Divisió: ZAC (retorn després de sis temporades d'absència)

Eerste Classe Nord:
- Ascens de 2a Divisió: MVV Alcides

Eerste Klasse Sud:
- Ascens de 2a Divisió: NOAD

Eerste Klasse Oest-B:
- Ascens de 2a Divisió: SV Fortuna Wormerveer

## Divisions

### Eerste Klasse Est
| Pos | Equip            | PJ | PG | PE | PP | GF | GC | DG  | Pts | Classificació o descens                |
| --- | ---------------- | -- | -- | -- | -- | -- | -- | --- | --- | -------------------------------------- |
| 1   | Go Ahead         | 18 | 15 | 0  | 3  | 49 | 16 | +33 | 30  | Classificat pel play-off pel campionat |
| 2   | SC Enschede      | 18 | 12 | 5  | 1  | 42 | 16 | +26 | 29  |                                        |
| 3   | Quick Nijmegen   | 18 | 11 | 4  | 3  | 51 | 19 | +32 | 26  |                                        |
| 4   | EFC PW 1885      | 18 | 8  | 3  | 7  | 23 | 22 | +1  | 19  |                                        |
| 5   | HVV Tubantia     | 18 | 8  | 2  | 8  | 26 | 23 | +3  | 18  |                                        |
| 6   | Koninklijke UD   | 18 | 6  | 4  | 8  | 28 | 29 | −1  | 16  |                                        |
| 7   | ZAC              | 18 | 6  | 4  | 8  | 32 | 47 | −15 | 16  |                                        |
| 8   | Vitesse Arnhem   | 18 | 3  | 5  | 10 | 26 | 50 | −24 | 11  |                                        |
| 9   | Be Quick Zutphen | 18 | 4  | 2  | 12 | 19 | 37 | −18 | 10  |                                        |
| 10  | GVC              | 18 | 1  | 3  | 14 | 15 | 52 | −37 | 5   | Descendit a 2a Divisió                 |

### Eerste Klasse Nord
No tots els partits es van jugar a causa de les males condicions del terreny de joc.

Per tant, els rànquings es van basar en els partits jugats i la mitjana de punts, la qual cosa explica que alguns equips estiguin més alts tot i tenir menys punts.

| Pos | Equip           | PJ | PG | PE | PP | GF | GC | GR    | Pts | Classificació                          |
| --- | --------------- | -- | -- | -- | -- | -- | -- | ----- | --- | -------------------------------------- |
| 1   | Be Quick 1887   | 16 | 16 | 0  | 0  | 87 | 12 | 7,250 | 32  | Classificat pel play-off pel campionat |
| 2   | Velocitas 1897  | 16 | 11 | 3  | 2  | 49 | 22 | 2,227 | 25  |                                        |
| 3   | MVV Alcides     | 12 | 5  | 3  | 4  | 17 | 27 | 0,630 | 13  |                                        |
| 4   | LAC Frisia 1883 | 12 | 4  | 3  | 5  | 44 | 28 | 1,571 | 11  |                                        |
| 5   | WVV Winschoten  | 10 | 3  | 2  | 5  | 23 | 26 | 0,885 | 8   |                                        |
| 6   | GSAVV Forward   | 15 | 3  | 5  | 7  | 40 | 48 | 0,833 | 11  |                                        |
| 7   | Veendam         | 15 | 4  | 2  | 9  | 20 | 58 | 0,345 | 10  |                                        |
| 8   | Achilles 1894   | 14 | 4  | 1  | 9  | 35 | 54 | 0,648 | 9   |                                        |
| 9   | HSC             | 12 | 1  | 1  | 10 | 10 | 50 | 0,200 | 3   |                                        |

### Eerste Klasse Sud
| Pos | Equip                | PJ | PG | PE | PP | GF | GC | DG  | Pts | Classificació o descens                |
| --- | -------------------- | -- | -- | -- | -- | -- | -- | --- | --- | -------------------------------------- |
| 1   | NAC Breda            | 16 | 13 | 2  | 1  | 45 | 11 | +34 | 28  | Classificat pel play-off pel campionat |
| 2   | Willem II            | 16 | 10 | 2  | 4  | 48 | 22 | +26 | 22  |                                        |
| 3   | Zeelandia Middelburg | 16 | 10 | 1  | 5  | 33 | 29 | +4  | 21  |                                        |
| 4   | MVV Maastricht       | 16 | 5  | 4  | 7  | 35 | 27 | +8  | 14  |                                        |
| 5   | CVV Velocitas        | 16 | 6  | 2  | 8  | 34 | 36 | −2  | 14  |                                        |
| 6   | NOAD                 | 16 | 5  | 3  | 8  | 23 | 34 | −11 | 13  |                                        |
| 7   | VVV Venlo            | 16 | 6  | 1  | 9  | 18 | 36 | −18 | 13  |                                        |
| 8   | RKVV Wilhelmina      | 16 | 3  | 4  | 9  | 16 | 38 | −22 | 10  |                                        |
| 9   | HVV Helmond          | 16 | 3  | 3  | 10 | 21 | 40 | −19 | 9   | Descendit a 2a Divisió                 |

### Eerste Klasse Oest-A
| Pos | Equip               | PJ | PG | PE | PP | GF | GC | DG  | Pts | Classificació o descens                |
| --- | ------------------- | -- | -- | -- | -- | -- | -- | --- | --- | -------------------------------------- |
| 1   | AFC Ajax            | 22 | 19 | 3  | 0  | 70 | 11 | +59 | 41  | Classificat pel play-off pel campionat |
| 2   | Blauw-Wit Amsterdam | 22 | 13 | 4  | 5  | 45 | 27 | +18 | 30  |                                        |
| 3   | HFC Haarlem         | 22 | 14 | 1  | 7  | 54 | 35 | +19 | 29  |                                        |
| 4   | Sparta Rotterdam    | 22 | 11 | 5  | 6  | 53 | 33 | +20 | 27  |                                        |
| 5   | HBS Craeyenhout     | 22 | 10 | 4  | 8  | 37 | 27 | +10 | 24  |                                        |
| 6   | VOC                 | 22 | 8  | 6  | 8  | 30 | 29 | +1  | 22  |                                        |
| 7   | Koninklijke HFC     | 22 | 8  | 6  | 8  | 29 | 41 | −12 | 22  |                                        |
| 8   | HVV Den Haag        | 22 | 7  | 7  | 8  | 45 | 40 | +5  | 21  |                                        |
| 9   | UVV Utrecht         | 22 | 5  | 6  | 11 | 24 | 52 | −28 | 16  |                                        |
| 10  | DFC                 | 22 | 4  | 5  | 13 | 24 | 45 | −21 | 13  |                                        |
| 11  | HC & CV Quick       | 22 | 2  | 6  | 14 | 13 | 45 | −32 | 10  |                                        |
| 12  | USV Hercules        | 22 | 3  | 3  | 16 | 26 | 65 | −39 | 9   | Descendit a 2a Divisió                 |

### Eerste Klasse Oest-B
L'Eerste Klasse Oest-B esdevindria la segona divisió la temporada següent.

| Pos | Equip                  | PJ | PG | PE | PP | GF | GC | DG  | Pts | Classificació                           |
| --- | ---------------------- | -- | -- | -- | -- | -- | -- | --- | --- | --------------------------------------- |
| 1   | AFC                    | 22 | 17 | 3  | 2  | 58 | 20 | +38 | 37  | Classificat pel play-off del campionat. |
| 2   | VV Concordia           | 22 | 10 | 8  | 4  | 43 | 26 | +17 | 28  | Divisió moguda a segona categoria       |
| 3   | Feijenoord             | 22 | 10 | 7  | 5  | 53 | 37 | +16 | 27  | Divisió moguda a segona categoria       |
| 4   | VVA                    | 22 | 11 | 4  | 7  | 43 | 36 | +7  | 26  | Divisió moguda a segona categoria       |
| 5   | HVV 't Gooi            | 22 | 8  | 9  | 5  | 27 | 18 | +9  | 25  | Divisió moguda a segona categoria       |
| 6   | SV Fortuna Wormverveer | 22 | 10 | 5  | 7  | 43 | 35 | +8  | 25  | Divisió moguda a segona categoria       |
| 7   | De Spartaan            | 22 | 9  | 4  | 9  | 39 | 29 | +10 | 22  | Divisió moguda a segona categoria       |
| 8   | SVV                    | 22 | 5  | 8  | 9  | 28 | 29 | −1  | 18  | Divisió moguda a segona categoria       |
| 9   | DVS Rotterdam          | 22 | 6  | 5  | 11 | 34 | 44 | −10 | 17  | Divisió moguda a segona categoria       |
| 10  | RFC                    | 22 | 7  | 5  | 10 | 28 | 45 | −17 | 17  | Divisió moguda a segona categoria       |
| 11  | Hermes DVS             | 22 | 4  | 8  | 10 | 22 | 33 | −11 | 16  | Divisió moguda a segona categoria       |
| 12  | Dordrecht              | 22 | 2  | 0  | 20 | 10 | 76 | −66 | 4   | Divisió moguda a segona categoria       |

1. ↑  AFC es mouria a l'Eerste Klasse Oest la següent temporada.

1. ↑  2 punts restats.

### Play-off pel campionat
| Pos | Equip         | PJ | PG | PE | PP | GF | GC | DG  | Pts |  | AJA | GOA | AFC | BEQ | NAC |
| --- | ------------- | -- | -- | -- | -- | -- | -- | --- | --- |  | --- | --- | --- | --- | --- |
| 1   | AFC Ajax      | 8  | 5  | 3  | 0  | 16 | 6  | +10 | 13  |  |     | 0–0 | 2–0 | 3–2 | 2–1 |
| 2   | Go Ahead      | 8  | 3  | 3  | 2  | 12 | 10 | +2  | 9   |  | 2–2 |     | 2–2 | 4–2 | 2–1 |
| 3   | AFC           | 8  | 3  | 3  | 2  | 9  | 8  | +1  | 9   |  | 1–1 | 1–0 |     | 2–3 | 2–0 |
| 4   | Be Quick 1887 | 8  | 2  | 2  | 4  | 11 | 20 | −9  | 6   |  | 0–4 | 1–0 | 0–0 |     | 2–2 |
| 5   | NAC Breda     | 8  | 1  | 1  | 6  | 10 | 14 | −4  | 3   |  | 0–2 | 1–2 | 0–1 | 5–1 |     |